# Farmaci antiaggreganti
I farmaci antiaggreganti, detti anche farmaci antiaggreganti piastrinici o, più semplicemente farmaci antipiastrinici, sono una categoria di farmaci in grado di interagire negativamente con la funzione di aggregazione piastrinica, prevenendo così la formazione di trombi ed emboli di origine trombotica.

## Meccanismo d'azione
I farmaci antipiastrinici possono agire attraverso tre meccanismi:
- Interazione con i recettori piastrinici per sostanze prodotte all'esterno delle piastrine, quali il collagene, la trombina, alcune prostacicline e le catecolamine.
- Interazione con i recettori piastrinici per sostanze prodotte all'interno delle piastrine come l'ADP, la serotonina e le prostaglandine D2 e E2.
- Interazione con i recettori piastrinici per sostanze prodotte all'interno delle piastrine come il trombossano A2, cAMP, cGMP e gli ioni calcio.

## Principali farmaci

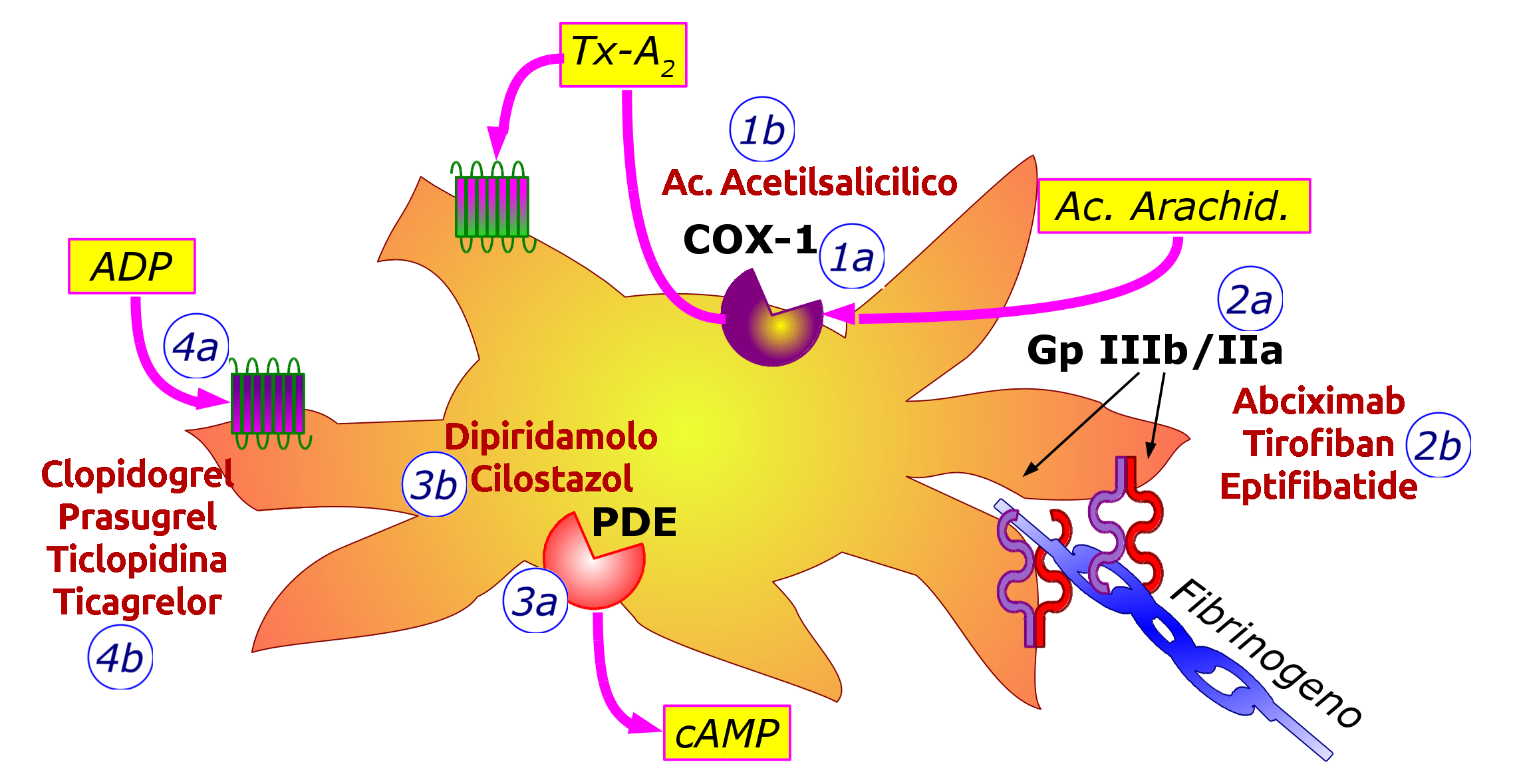
I più comuni farmaci antiaggreganti.
Ac. Arachid.: Acido arachidonico; COX-1: Ciclossigenasi 1; Tx-A_{2}: Trombossano A_{2}; PDE: Fosfodiesterasi; cAMP: AMP ciclico

I farmaci maggiormente utilizzati sono:
- acido acetilsalicilico, che è anche un FANS

- dipiridamolo
- cilostazolo
- clopidogrel
- ticlopidina

In aggiunta si segnalano i seguenti farmaci ad uso endovenoso nelle procedure di angioplastica coronarica e poi, per i dodici mesi successivi alla procedura, somministrati per os (solo nel caso del prasugrel e del ticagrelor)
- abciximab
- integrelina (eptifibatide)
- tirofiban

- prasugrel
- ticagrelor.

La dose di aspirina approvata dalla Food and Drug Administration (FDA) è di 325 mg/die. A tali dosaggi, l'aspirina inibisce la produzione di trombossano A2 per inibizione irreversibile della ciclossigenasi-1 piastrinica. Tale inibizione avviene per cessione del gruppo acetilico dall'acido acetilsalicilico alla ciclossigenasi. Il clopidogrel e la ticlodipina agiscono invece inibendo la reazione innescata dal legame ADP-recettore. Il dipiridamolo (un vasodilatatore) inibisce la captazione di adenosina e l'attività delle fosfodiesterasi del cGMP. Il cilostazolo inibisce le fosfodiesterasi e possiede un'attività vasodilatatrice analoga al dipiridamolo. Entrambi questi farmaci possiedono effetti avversi come:
- nausea
- dispepsia
- diarrea
- emorragie
- leucopenia.

In taluni casi è stata documentata la comparsa di porpora trombotica trombocitopenica.
L'abciximab è un anticorpo monoclonale chimerico anti recettore piastrinico GP IIB/IIIA. 
L'integrelina e il tirofiban sono analoghi della sequenza carbossi-terminale del collagene.

## Indicazioni terapeutiche
L'abciximab è approvato per l'impiego in corso di intervento coronarico percutaneo in caso di sindromi coronariche acute. L'aspirina a dosi di 325 mg/die viene utilizzata nella prevenzione secondaria in soggetti con una storia di accidenti vascolari. Il clopidogrel e la ticlodipina vengono utilizzati soprattutto in unità coronariche in pazienti con esiti di infarto acuto del miocardio e angina instabile. Il dipiridamolo può essere associato all'aspirina per la prevenzione di eventi vascolari secondari. Il cilostazolo è invece approvato nella terapia della claudicatio intermittens.
La complicanza di emorragie interne con esiti debilitanti o fatali derivante dalla combinazione di due o tre principi fra acido acetilsalicilico (ASA), clopidogrel e antagonisti della vitamina K, è stata analizzata da due vasti studi indipendenti, sia su pazienti senza precedenti malattie cardiovascolari, sia su over-30 ricoverati in ospedale a seguito di un primo infarto del miocardio, dimostrano che il rischio in ordine crescente è: sola ASA, associazione ASA-clopidogrel, K_antagonisti/ASA e k-antagoniti/clopidogrel, assunzione dei tre farmaci:
- meta-analisi fino a Ottobre 2010, su 100.000 pazienti con uso continuo e prolungato di ASA a basse dosi (75-325 mg/die) senza precedenti malattie cardiovascolari: 30% di aumento rischio di sanguinamenti debilitanti o mortali, soprattutto gastrointestinali, ridotto con inibitori della pompa protonica (St George Hospital University of London, su Pubmed 21699808[1]);
- analisi nei registri nazionali dal 2000 al 2005, su 48.000 pazienti danesi over-30, con un primo ricovero in ospedale per infarto al miocardio (Serensen et al, Copenaghen University Hospital Gentofte, Hellerup,, su Lancet, 2009, 374:1967-1974).